# Mary Oyaya

Mary Oyaya, est une actrice kényane. Elle est connue pour son rôle de Luminara Unduli, dans le film Star Wars, épisode II : L'Attaque des clones.

## Vie
Mary Oyaya est née dans la ville côtière de Mombasa au Kenya, en Afrique et a vécu entre l'Afrique, le Canada, la Suède et l'Australie. Elle obtient une maîtrise en relations internationales, ainsi qu'une deuxième maîtrise en développement social international. Elle a toujours aspiré à travailler pour les Nations unies comme ses parents, qui étaient eux-mêmes des diplomates de l'ONU pendant de nombreuses années. Oyaya a également travaillé avec des réfugiés en Australie pour plusieurs ONG. Alors que Oyaya poursuivait ses études en relations internationales, elle s'inscrit aussi dans un cours de modèle.

## Carrière
Elle commence sa carrière de modèle en 1996, après avoir terminé avec succès, ses cours d'interprétation. Elle apparaît dans les magazines de mode tels que CAT et S pour des publicités pour Salvatore Ferragamo, les lunettes de soleil Gucci, Chanel, les bijoux Jan Logan et les chaussures Sergio Rossi. Elle apparaît à l'écran dans des publicités pour Telstra Communications, Hewlett Packard Bell et diverses publicités sportives. Son rôle le plus populaire est celui de la maîtresse Jedi Luminara Unduli, dans le film : Star Wars, épisode II : L'Attaque des clones. Mary Oyaya vit en Australie.

## Filmographie
La filmographie de Mary Oyaya, comprend les films suivants : 
- Farscape (série télé)
- Down & Under
- 2000 : Les Âmes perdues
- 2002 : Star Wars, épisode II : L'Attaque des clones (Luminara Unduli)

## Source de la traduction
- (en) Cet article est partiellement ou en totalité issu de l’article de Wikipédia en anglais intitulé « Mary Oyaya » (voir la liste des auteurs).